# Bryki (Białoruś)
Bryki (biał. Брыкі, Bryki; ros. Брыки, Bryki) – wieś na Białorusi, w obwodzie grodzieńskim, w rejonie świsłockim, w sielsowiecie Porozów, przy ujściu Chorużewki do Rosi.

## Historia
W XIX i w początkach XX w. okolica szlachecka położona w Rosji, w guberni grodzieńskiej, w powiecie wołkowyskim, w gminie Hornostajewicze.
W dwudziestoleciu międzywojennym osada leżąca w Polsce, w województwie białostockim, w powiecie wołkowyskim, w gminie Izabelin.
Po II wojnie światowej w granicach Związku Sowieckiego. Od 1991 w niepodległej Białorusi.